# シトロエン・ジャンピー
ジャンピー（Jumpy ）は、フランスの自動車メーカーシトロエンが販売しているLCVである。　

## 初代（1994年 - 2006年）
1994年に発表される。
イギリス、アイルランド、オーストラリアでは、ディスパッチ(Dispatch)という名前で販売された。

## 2代目（2007年 - 2016年）

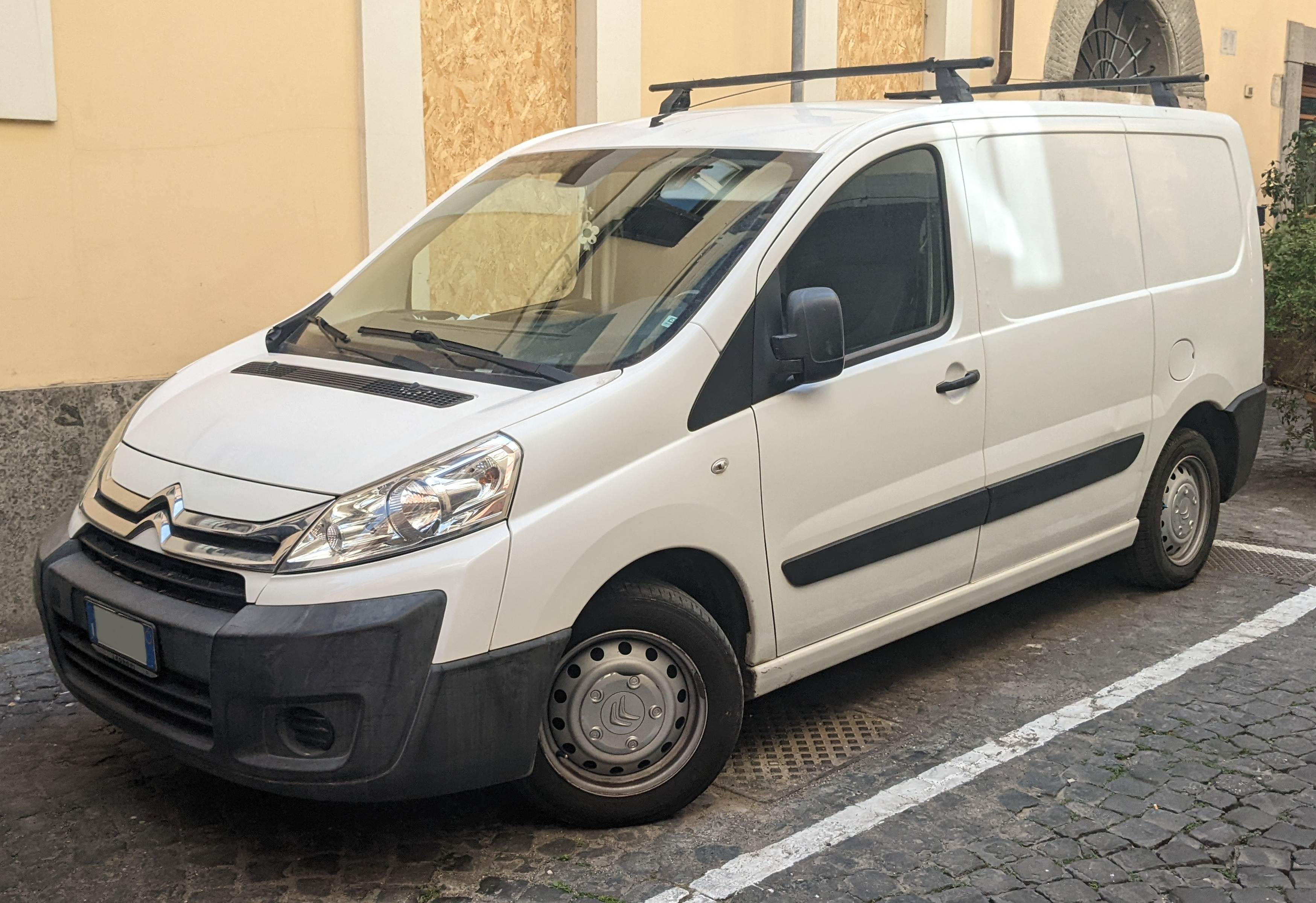
後期型 - フロント [Late Model - Front

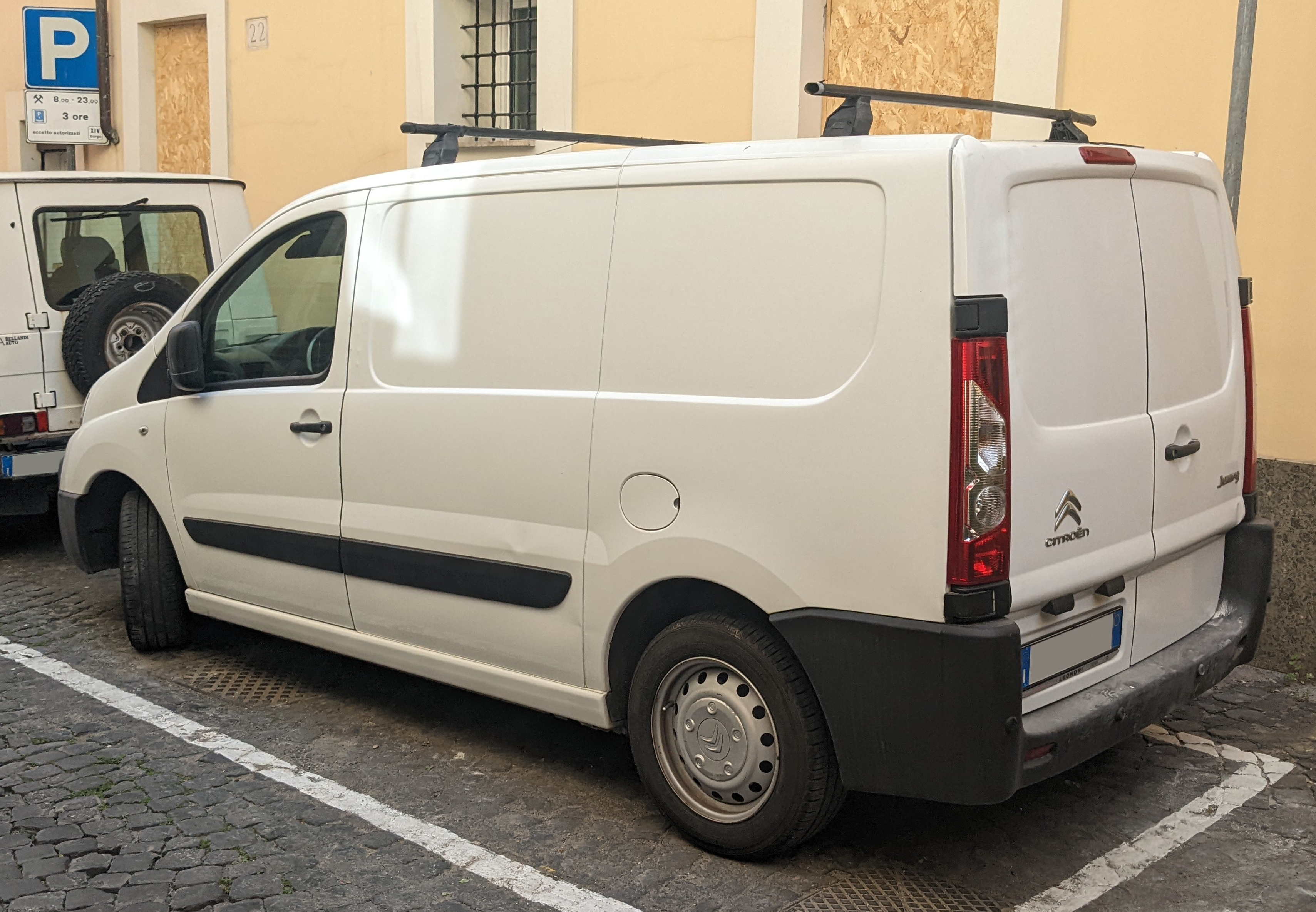
後期型 - リア [Late Model - Rear

2代目は2006年の終わり発表され2007年1月に生産を開始した。
先代よりもサイズアップをしてるためラゲッジスペースが大幅に拡大している。
2008年のインターナショナル・バン・オブ・ザ・イヤーを受賞している。
]
]

## 3代目（2016年 - ）
3代目は2016年に発表された。乗用版はスペースツアラーとして独立した。